# Chrysomus icterocephalus
Chrysomus icterocephalus е вид птица от семейство Трупиалови.

## Разпространение
Видът е разпространен в Бразилия, Венецуела, Гвиана, Колумбия, Перу, Суринам, Тринидад и Тобаго и Френска Гвиана.